# Argina pulchra
Argina pulchra är en fjärilsart som beskrevs av Swinhoe 1892. Argina pulchra ingår i släktet Argina och familjen björnspinnare. Inga underarter finns listade i Catalogue of Life.